# Henryk Hobgarski
Henryk Hobgarski – polski żołnierz legionista, działacz kombatancki.
Po wybuchu I wojny światowej wstąpił do Legionów Polskich 13 lipca 1915. Służył w 4 kompanii 1 Pułku Piechoty w składzie I Brygady, a później od marca 1916 w I baterii haubic polowych 1 Pułku Artylerii.
Po odzyskaniu przez Polskę niepodległości, w okresie II Rzeczypospolitej pełnił funkcję prezesa oddziału Związku Legionistów Polskich w Nadwórnej.

## Odznaczenia i ordery
- Krzyż Niepodległości
- Gwiazda Przemyśla